# Stratford (Londen)
Stratford is een wijk in het Londense bestuurlijk gebied London Borough of Newham, in het oosten van de regio Groot-Londen. De plaats ligt aan de rivier de Lea in de Lower Lea Valley. De wijk bevindt zich circa 10 kilometer ten oostnoordoosten van Charing Cross, het centrale meetpunt in Londen. Stratford was de hoofdlocatie van de Olympische Zomerspelen 2012.

## Heden en verleden
Stratford was van oudsher een agrarische gemeenschap in het middeleeuwse gebied West Ham. Na de ontsluiting door de spoorwegen in 1839 veranderde de omgeving van het dorp in een industriële buitenwijk van Londen. De bevolking van Stratford nam als gevolg van de groei van Londen in de 19e eeuw sterk toe. In 1886 werd Stratford officieel het bestuurlijk centrum van West Ham en sinds 1965 behoort het tot de regio Groot-Londen.

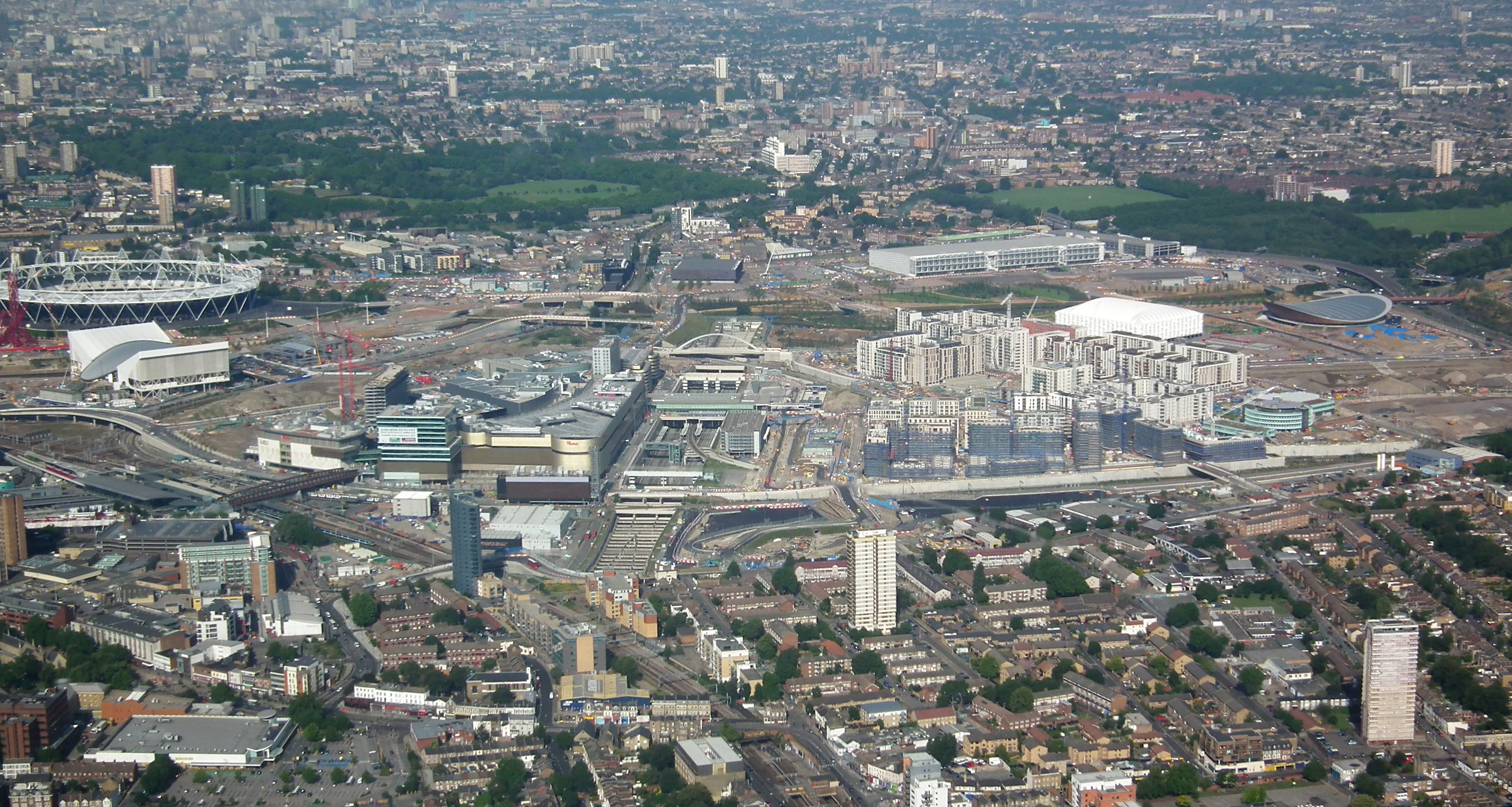
Omgeving Olympisch Park

Meer recent heeft Stratford zich ontwikkeld van een gebied dat sterk afhankelijk was van de spoorwegen en zware industrie tot een belangrijk zakelijk en cultureel centrum. De ontwikkelingen als gevolg van de Olympische Zomerspelen van 2012 hebben deze vernieuwings- en uitbreidingstrend verder versterkt.
Stratford wordt in de toekomstvisie London Plan (2004/2015) aangemerkt als een van de 19 metropolitan centres van Groot-Londen met een verzorgingsgebied groter dan de eigen borough. Tevens is het een van de 38 opportunity areas in de agglomeratie, gebieden met positieve ontwikkelingsmogelijkheden. Verwacht wordt dat Stratford in de komende decennia zal uitgroeien van metropolitan centre naar international centre.

## Voorzieningen
Stratford is een belangrijk spoorwegknooppunt met vijf stations. De twee belangrijkste zijn: Station Stratford International (Southeastern hogesnelheidstreinen) en Station Stratford (North London Line, Great Eastern Main Line, Lee Valley Line, Docklands Light Railway, Central Line en Jubilee Line). De drie kleinere stations zijn Stratford High Street (DLR), Pudding Mill Lane (DLR) en Station Maryland (Metro, in de toekomst ook Crossrail).
Stratford heeft een groot winkelcentrum met een ruim aanbod aan winkels en horeca. De wijk telt twee theaters en enkele bioscopen.

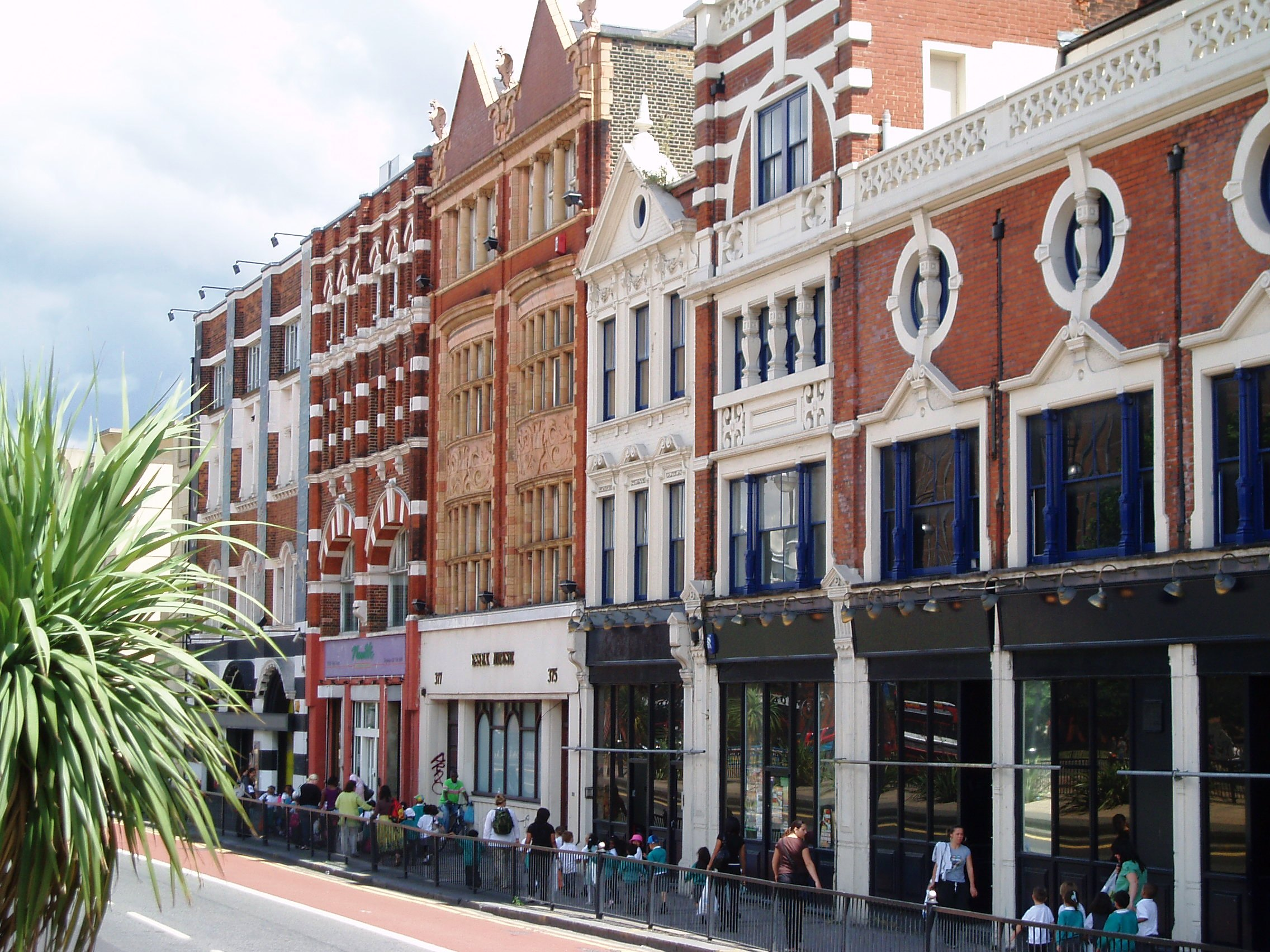
19e-eeuwse panden
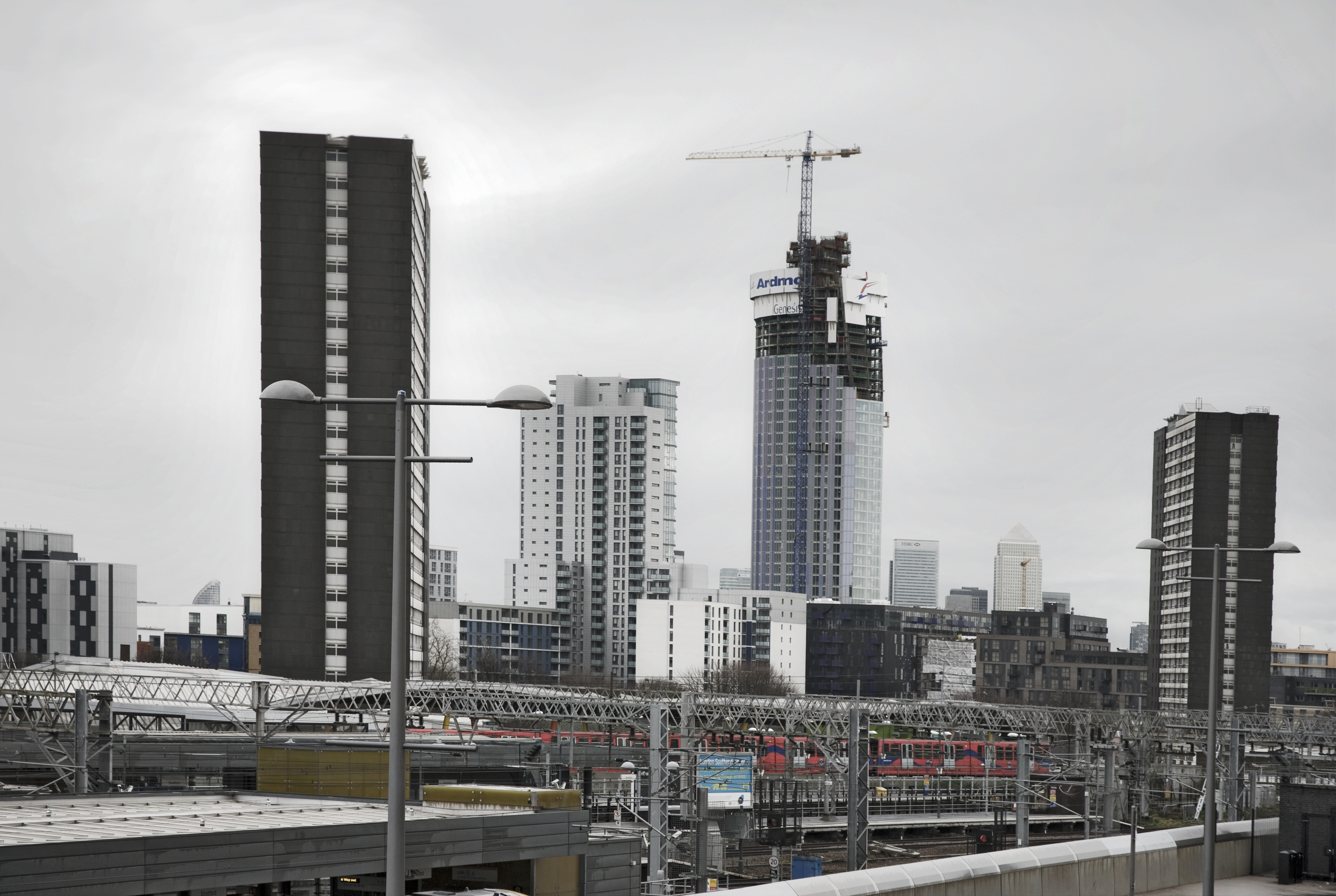
Hoogbouw omgeving station
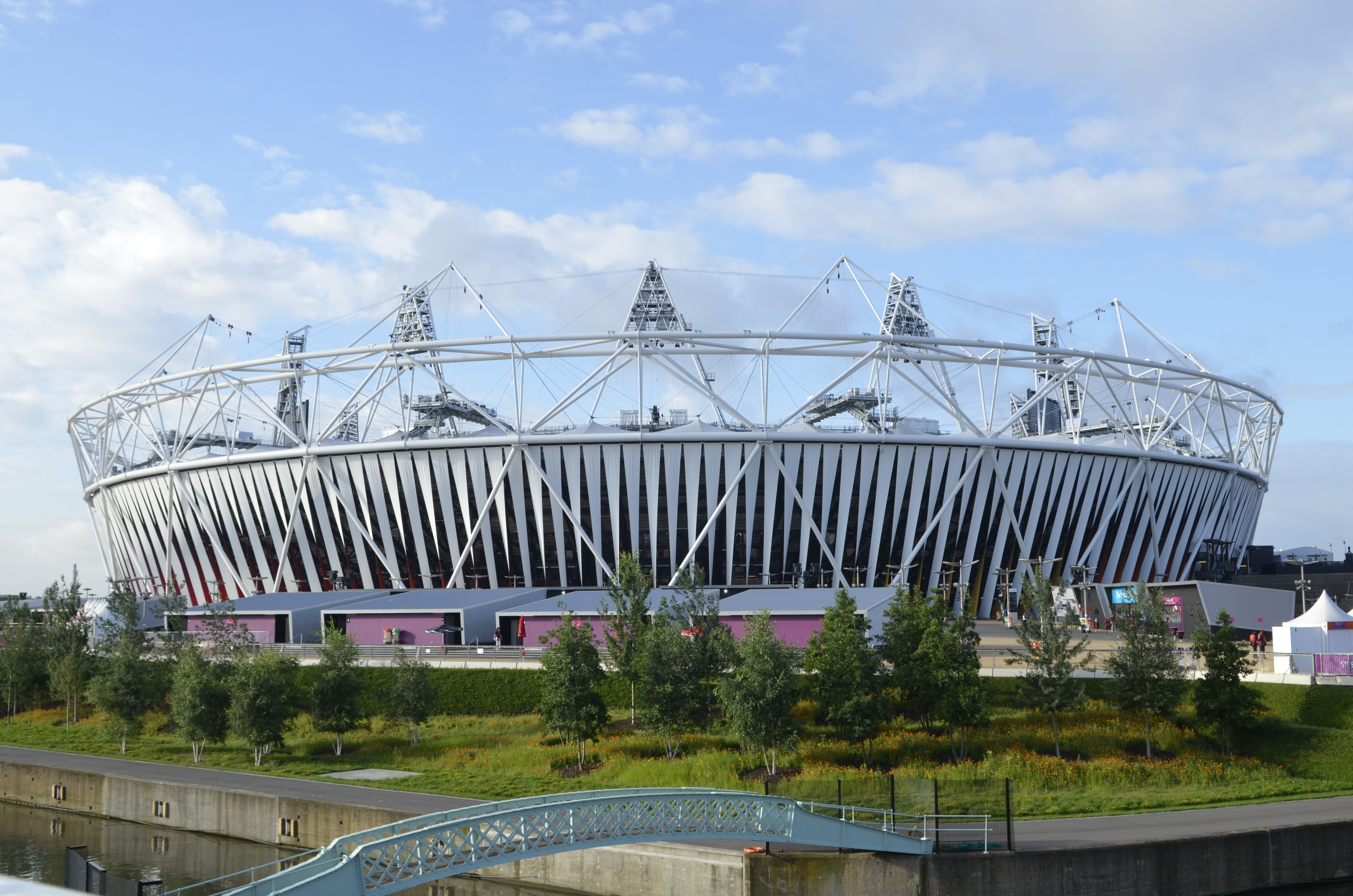
Olympisch Stadion
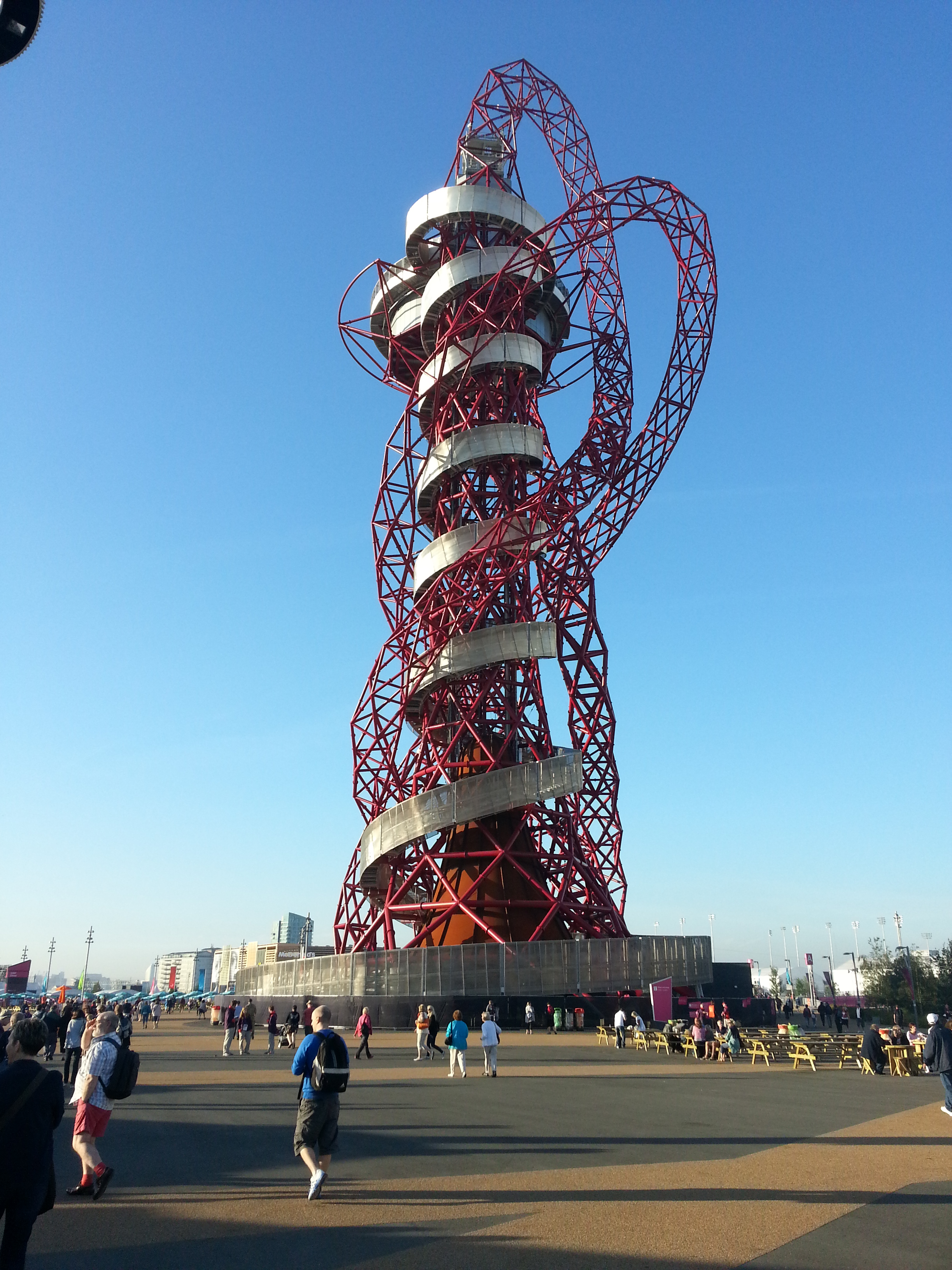
De Orbit bij het stadion